# Марія Тереза Австрійська (1773—1832)
Марія Тереза Йозефа Йоганна Австрійська, також Марія Тереза Йозефа Йоганна Габсбург-Есте (нім. Maria Theresia Josefa Johanna von Österreich, Maria Theresia Josefa Johanna von Habsburg-Este, 1 листопада 1773 — 29 березня 1832) — ерцгерцогиня Австрійська та принцеса Моденська з династії Габсбургів, донька губернатора Мілану Фердинанда Австрійського та герцогині Масси та Каррари Марії Беатріче д'Есте, дружина короля Сардинії Віктора Емануїла I.
На її честь названий форт Редут Марії Терези, який є частиною Есейонського бар'єру, в Авріє.

## Біографія
Народилась 1 листопада 1773 року у Королівському палаці Мілану. Була другою дитиною та старшою донькою в родині губернатора Міланського герцогства Фердинанда Габсбурга та його дружини Марії Беатріче д'Есте, засновників Моденської гілки династії Габсбургів. Отримала ім'я на честь бабусі з материнського боку, яка в той час очолювала Священну Римську імперію. Старший брат помер немовлям до її народження. Родина згодом поповнилася вісьмома молодшими дітьми: доньками Йозефою, Марією Леопольдіною, Марією Антонією та Марією Людовікою й синами Францем, Фердинандом, Максиміліаном та Карлом Амброзіусом.
У 15 років була видана заміж за 29-річного герцога Аости Віктора Емануїла I. При виборі нареченої була зібрана інформація про її красу, колір шкіри, форми тіла, здоров'я, зуби, вираз обличчя, характер, освіту, манери, релігію та спосіб життя. Цікавились також, чи пережила вона віспу або, принаймні, чи була щеплена від неї. Зрештою, їй віддали перевагу над французькою аристократкою. Весілля за домовленістю пройшло в Мілані 29 червня 1788. Вінчання відбулося 25 квітня 1789 у Турині. Шлюб виявився щасливим. У подружжя народилося семеро спільних дітей. 

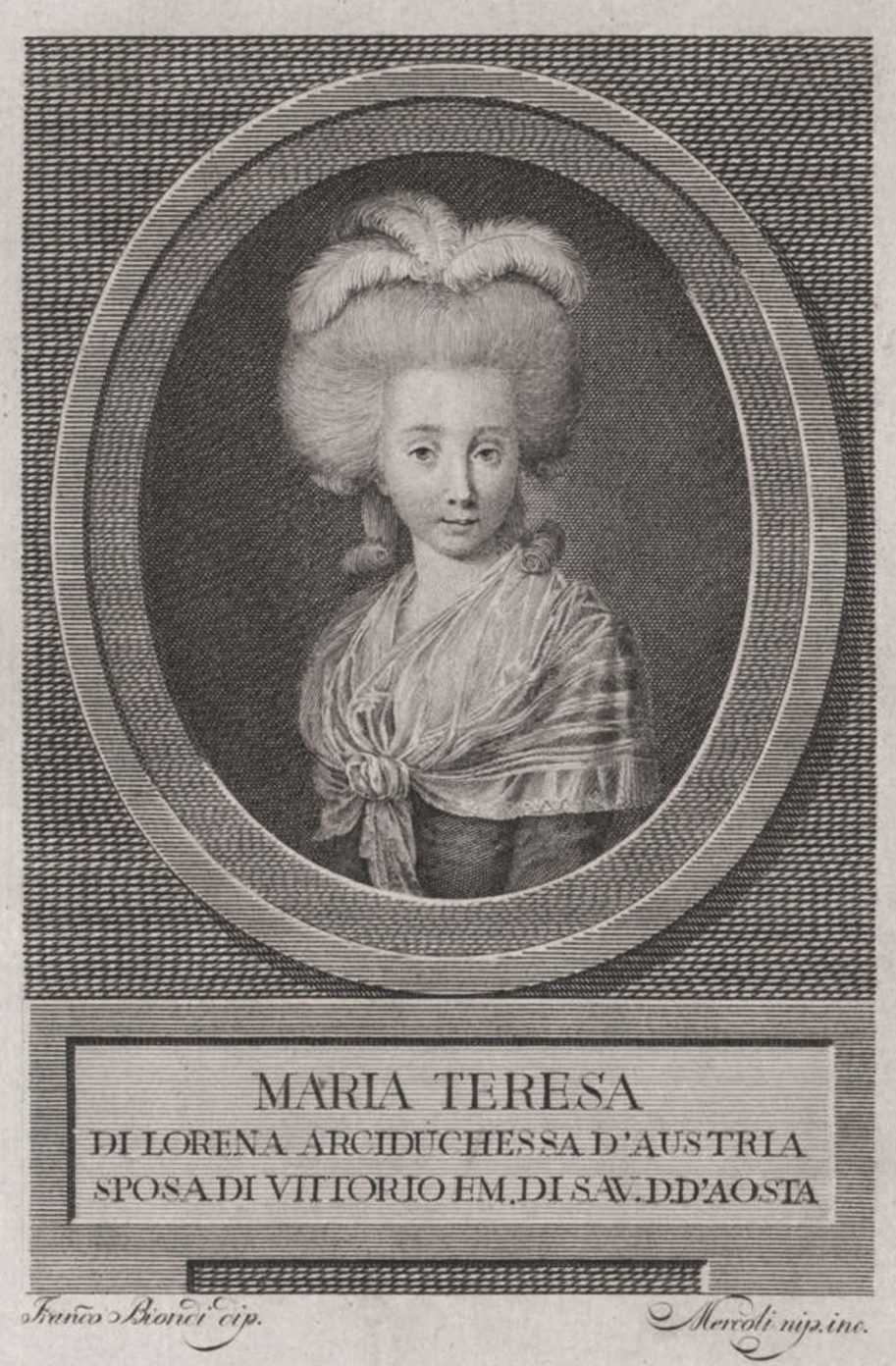
Гравюра XVIII сторіччя

При сардинському дворі Марія Тереза потоваришувала з Клотильдою Французькою, яка невдовзі стала королевою-консортом, а також з герцогинею Шабле.
Із вторгненням французьких військ у грудні 1798 року, родина виїхала до Парми, а звідти — до Флоренції. Зрештою, у лютому 1799 року оселилися в Кальярі.
Після зречення Карла Емануїла IV у червні 1802 року, Віктор Емануїл став королем Сардинії, а Марія Тереза — королевою-консортом. Втім, їй вдалося повернутися до Турину лише у 1814 році. Оселилася пара у Королівському палаці міста. Населення радо вітало нову королеву. Однак, невдовзі громадськість стала дуже незадоволеною монархинею через її бажання звести нанівець всі реформи, впроваджені під час французької окупації, та презирство до тих, хто співпрацював із попередньою владою. Її поведінка стала однією з причин революції 1821 року, яка призвела до зречення короля Віктора Емануїла.
Після втрати влади подружжя виїхало до Ніцци. Згодом мешкали у палаці Монкальєрі. Чоловік пішов з життя на початку 1824 року. Марії Тереза після цього переїхала до Генуї, де придбала палаццо Доріа Турсі. До Турину не поверталася аж до 1831 року через негативне ставлення до неї.
Померла 29 березня 1832 року в Женеві. Похована у Залі короля в базиліці Суперга в околицях Турина.

## Родина
Чоловік  — Віктор Емануїл I
Діти:

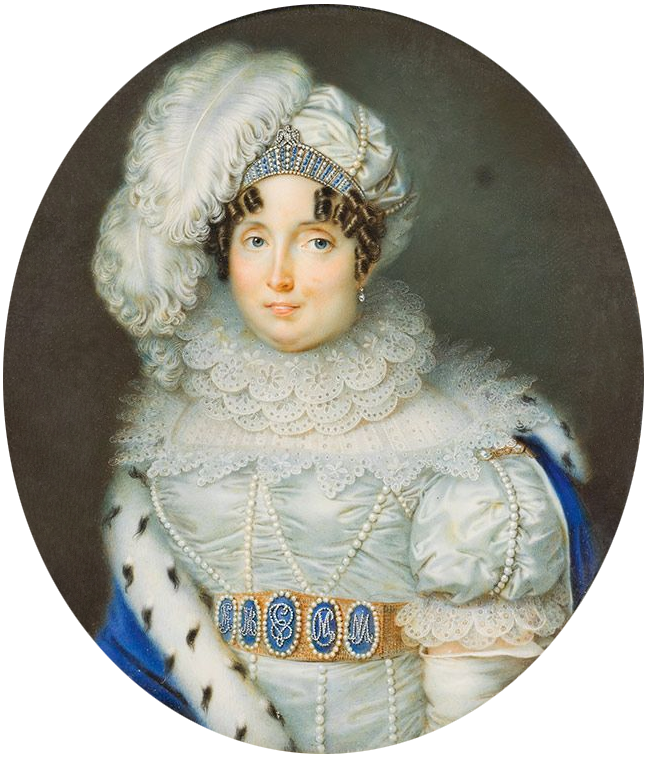
Портрет Марії Терези роботи невідомого майстра

- Марія Беатріче (1792—1840) — дружина герцога Модени та Реджо Франческо IV, мала четверо дітей;
- Марія Аделаїда (1794—1802) — прожила 7 років;
- Карл Емануїл (1796—1799) — прожив 3 роки;
- донька (1800—1801) — прожила 2 місяці;
- Марія Тереза (1803—1879) — дружина герцога Парми та Лукки Карла II, мала сина та доньку;
- Марія Анна (1803—1884) — дружина імператора Австрії Фердинанда I, дітей не мала;
- Марія Крістіна (1812—1836) — дружина короля Обох Сицилій Фердинандо II, мала єдиного сина.

## Нагороди
- Орден Королеви Марії Луїзи (Іспанія);
- Золота троянда (нагорода папи римського) (1825).

## Титули
- 1 листопада 1773—25 квітня 1789 — Її Королівська Високість Ерцгерцогиня Марія Тереза Австрійська-Есте, Принцеса Модени та Реджо;
- 25 квітня 1789—4 червня 1802 — Її Королівська Високість Марія Тереза Савойська, Герцогиня Аости;
- 4 червня 1802—12 березня 1821 — Її Величність Королева Сардинії;
- 12 березня 1821—29 березня 1832 — Її Величність Королева Сардинії Марія Тереза.